# Гаро Мардиросян
Гаро Хугасов Мардиросян е български учен, инженер, физик, изобретател и професор, от арменски произход.

## Биография
Роден е на 10 октомври 1944 г. в София. Средното си образование получава в Образцов техникум по фина механика и оптика „Ломоносов“, след което завършва задочно Техническия университет в София със специалност електроинженер по слаби токове. В периода 1965 – 1979 г. работи като техник, майстор-специалист по научна апаратура, инженер, научен сътрудник и завеждащ Централна сеизмологична обсерватория на Геофизичния институт при Българска академия на науките. През 1980 г., във връзка с изпълнението на Националната космическа програма „България-1300″, преминава на работа в Института за космически изследвания и технологии при БАН. От 1990 г. е старши научен сътрудник. Основните му научни интереси са съсредоточени в областта на изучаване на природни бедствия и екологични катастрофи с наземни (контактни) и аерокосмически (дистанционни) методи и апаратни средства.
„Почетен изобретател“ от 1982 г. През 1985 г. защитава докторат по физика на тема „Нови методи, апарати и системи в състава на геофизичен апаратурен комплекс с повишени технико-експлоатационни характеристики“. В 1990 г. е избран за старши научен сътрудник II степен по тема „Дистанционни аерокосмически методи и средства за изследване на Земята, планетите и в стопанството“. През 2003 г. защитава докторат по технически науки на тема „Методи и електронни средства за изследване на геофизични и климатологични процеси“, а от 2005 г. е старши научен сътрудник І степен (професор) по научна специалност „Eлектронни (аналогови и цифрови) измервателни преобразуватели и уреди“.
Участва в реализацията на множество национални и международни космически проекти с българско участие. Приет е за действителен член на PWPA – Ню Йорк „за научната, приложната, изобретателската и популяризаторската си дейност, и за заслуги към процеса на демократизацията“. От 1992 г. е председател на Технико-експертния съвет на Института за космически изследвания при БАН. През 1999 г. е вписан в Златната книга на българските изобретатели и откриватели, а през 2000 г. в енциклопедията „2000 най-изтъкнати учени на ХХ век“, издание на Кеймбриджкия биографичен център, както и в енциклопедиите „150 дейци на българската наука“ и „Бележити българи на съвременна България“. От 2004 г. е председател на Общото събрание на учените, а от 2005 г. председател на Научния семинар „Дистанционни изследвания на Земята“. От 2008 г. е член на Общото събрание на БАН и научен секретар на Института за космически изследвания. През 2002 г. печели конкурс за работа в Националния център за научни изследвания на Франция (CNRS). Участва в създаването и укрепването на списание „Аерокосмически изследвания в България“, сега поредица „Aerospace Research in Bulgaria“, където от 1982 г. е отговорен секретар, от 1996 г. – заместник главен редактор, а от 2006 г. – главен редактор. От 2010 г. е Председател на Обединен семинар по дистанционни изследвания, а от 2014 г. – Секретар на Научния съвет на Института за космически изследвания и технологии при Българска академия на науките. 
Автор на над 120 научни публикации, около 60 научни доклада, 14 книги (11 самостоятелни и 3 колективни), стотици научнопопулярни материала и над 50 патента за изобретения и свидетелства за полезни модели.

## Членства
- Българска астронавтична федерация – секретар от 2009 г.;
- Дружество на физиците в България;
- Българско астронавтическо дружество;
- Научно-технически съюзи в България;
- Балканска трибологична асоциация;
- Съюз на изобретателите в България;
- Съюз на учените в България;[2]
- Съюз на независимите български писатели.

## Участия в проекти
- 1978–1980 – Сеизмично изследване на площадките на АЕЦ „Козлодуй“ и АЕЦ „Белене“
- 1980 – Научна програма за полета на Първия български космонавт
- 1980 – Научна космическа програма „България-1300“
- 1986 – Научна програма „Шипка“ за полета на Втория български космонавт
- 1987–1989 – Международен космически проект „Фобос“ за изследване на планетата Марс и спътника ѝ Фобос
- 1990–1993 – Международен целеви космически проект „Природа“ за орбиталната станция „Мир“
- 1996 – Национална програма за защита на младежта и децата от природни катастрофи
- 2000 – Система за аварийно оповестяване по поречието на р. Искър
- 2002 – Автоматизирана система за отчитане точността на попадение при стрелба по наземни цели
- 2006 – Scenarios for Hazard Emergencies Management – (Project SCHEMA) – 7 FP на Европейския съюз
- 2007 – Създаване на центрове за технологичен трансфер в български висши училища и държавни научноизследователски организации (BG 2005/ESC/G/TTO) по Програма ФАР
- 2008 – Разработка на унифицирана методика за мониторинг на електромагнитното замърсяване в населени места за района на Западните Балкани
- 2018 – Обучение за наблюдение на Земята в българските средни училища“ (EEOBSS) – Европейска космическа агенция.
- 2019 – Иновативна лаборатория за изучаване на природни бедствия и екологични катастрофи от Космоса –Е#КОСЛАБ

## Участие в  редколегии на научни списания
• отговорен секретар и зам. гл. редактор на поредица Aerospace Research in Bulgaria 1986–2006 г., главен редактор – от 2006 г.
• член на редколегията на списание “Scientist Contribution” – от 2009 г.
• научен секретар на редколегията на “Journal Scientific and Applied Research” – от 2010 г.
• член на редколегията на списание „Фонд Научни изследвания“ – от 2011 г.
• член на редколегията на списане „Наука“ – от 2015 г.

Книги